# Uscana indica
Uscana indica is een vliesvleugelig insect uit de familie Trichogrammatidae. De wetenschappelijke naam is voor het eerst geldig gepubliceerd in 2002 door Pajni & Tewari.